# サビーヌ・アゼマ
サビーヌ・アゼマ（Sabine Azéma,1949年9月20日 - ） はフランス・パリ出身の女優。

## 人物
フランス国立高等演劇学校で演技を学び、女優業に進出。1984年と1987年にフランス最高峰「セザール賞」の最優秀女優賞を受賞。その後は、夫でもあるアラン・レネ監督作品出演の常連となっている。

## 主な出演作品
- 田舎の日曜日 Un dimanche à la campagne (1984)
- メロ Mélo (1986)
- ピューリタンの女 La puritaine (1986)
- 素顔の貴婦人 La vie et rien d'autre (1989)
- スモーキング/ノースモーキング Smoking/No Smoking (1993)
- 映画史 Histoire(s) du cinéma (1994)
- 百一夜 Les cent et une nuits de Simon Cinéma (1995)
- しあわせはどこに Le bonheur est dans le pré (1995)
- 私の男 Mon homme (1996)
- 恋するシャンソン On connaît la chanson (1997)
- ブッシュ・ド・ノエル La bûche (1999)
- 巴里の恋愛協奏曲 Pas sur la bouche (2003)
- 風にそよぐ草 Les Herbes folles (2009)
- セザンヌと過ごした時間 Cézanne et moi (2016)
- フランス特殊部隊RAID Raid dingue (2016)